# Izrail Agoł

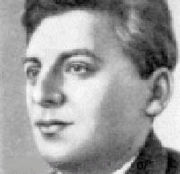
Agol Izrail Iosifovich (1891-1937) - radziecki genetyk, filozof biologii. Pełnoprawny członek Akademii Komunistycznej, akademik Akademii Nauk Ukraińskiej SRR

Izrail Iosifowicz Agoł (ros. Израиль Иосифович Агол, ur. 20 listopada 1891 w Bobrujsku, zm. 8 marca 1937) – rosyjski genetyk, filozof nauki.
Ukończył gimnazjum w Wilnie, od 1921 do 1923 studiował medycynę na Uniwersytecie Moskiewskim. Był słuchaczem Instytutu Czerwonej Profesury. Po ukończeniu studiów pracował w laboratorium na Uniwersytecie w Swierdłowsku, a potem u Sieriebrowskiego w Moskiewskim Instytucie Hodowli Zwierząt. W 1929 roku został dyrektorem Instytutu Timiriaziewa przy Akademii Komunistycznej. Na początku lat 30. na stypendium Fundacji Rockefellera w Stanach Zjednoczonych, odbył m.in. staż u Hermanna Josepha Mullera. Od 1934 roku członek Ukraińskiej Akademii Nauk. W 1937 roku został aresztowany pod zarzutem sympatyzowania z trockistami i zamordowany.
Jego synem jest rosyjski wirolog Wadim Agoł (ur. 1929). W 2011 roku ukazały się zachowane wspomnienia Izraila Agoła z komentarzem syna.

## Wybrane prace
- Step Allelomorphism in Drosophila melanogaster. Genetics 16(3):254-66, 1931
- Происхождение животных и человека. Киев, 1935
- Хочу жить. М., 1936